# Edículo de la Concordia
No debe confundirse con el Templo de la Concordia (Roma).
El edículo de la Concordia (en latín: Aedes o Aedicula Concordiae in area Volcani) es un pequeño santuario o altar en bronce dedicado a la diosa Concordia y situado en el Foro de Roma.

## Ubicación
El altar se sitúa en la inmediata cercanía del Comitium. Según Plinio el Viejo, el altar se encuentra in Graecostasi, es decir, sobre la Graecostasis, plataforma reservada a los embajadores y oradores extranjeros. Según Tito Livio, se encontraría in Area Volcani, haciendo referencia al Volcanal queriendo decir probablemente cerca del Comitium, sin precisar más. El altar pudo haberse construido sobre los Rostra en las proximidades de la subsellia de los tribunos y ediles plebeyos.

## Historia
A finales del siglo IV a. C., Cneo Flavio publicó las fórmulas religiosas que permitían y controlaban los procedimientos jurídicos y el calendario que indicaba los días en los que se podían demandar. Con ello se ganó la animosidad de los patricios que hasta entonces mantenían estos detalles en secreto, lo que les garantizaba dominio sobre las acciones jurídicas en Roma. Cneo Flavio habría dedicado también un templo a la Concordia si podía conciliar a plebeyos y patricios. Pero los fondos necesarios para la construcción de un templo nunca llegaron a concederse, Cneo Flavio, convertido en edil curul, erigió un altar de bronce dedicado a la Concordia en 304 a. C. y financió los trabajos con las multas pagadas por los usureros·. Por petición popular el altar fue dedicado por el pontifex maximus Lucio Cornelio Escipión Barbato, aunque en desacuerdo puesto que para él la dedicatoria sólo podía ser realizada por un cónsul o un general·.

[...] él [Cneo Flavio] riñó siempre con los nobles, que le despreciaban por su baja extracción. Dio a conocer al público las fórmulas de jurisprudencia que estaban reservadas a las manos de los pontífices, como en el fondo de un santuario y, para poner a los ciudadanos en poder de conocer por ellos mismos los días en los que la religión permitía celebrar juicios, hizo colocar en torno al Foro la tabla de los días fastos. La dedicación que hizo de un templo de la Concordia, construido en el sitio de un antiguo templo de Vulcano, despertó especialmente el orgullo de los nobles. El pontífice máximo, Cornelio Barbato, se vio obligado, por una decisión unánime del pueblo, a dictar las fórmulas sagradas, aunque mantuvo que, según la costumbre de los antiguos romanos, sólo pertenecía a un cónsul a un general el hacer la dedicatoria de un templo.
Tito Livio (traducción al francés por M. Nisard, 1869), Historia romana, IX, 46, 4-6.

El altar pudo ser dedicado un 22 de julio. Parece que fue destruido hacia finales del siglo III a. C. al construirse un santuario dedicado a la Concordia con dimensiones más importantes, el templo de la Concordia, a menos que se trasladara e incorporara al nuevo templo como parecen indicar las menciones de prodigios para los años 183 y 181 a. C. en las cuales Tito Livio y Julio Obsecuente parecen referirse a cierto altar y no al templo.